# Solamente tú (canción)
«Solamente tú» es el nombre del primer sencillo del cantor español Pablo Alborán, de su álbum debut homónimo.
Fue lanzado el 13 de septiembre de 2010 como descarga digital en España. La canción llegó al número 1 en la lista de sencillos de España donde consiguió el doble disco de platino. La canción fue escrita por Pablo Alborán y producido por Manuel Illán.

## Vídeo musical

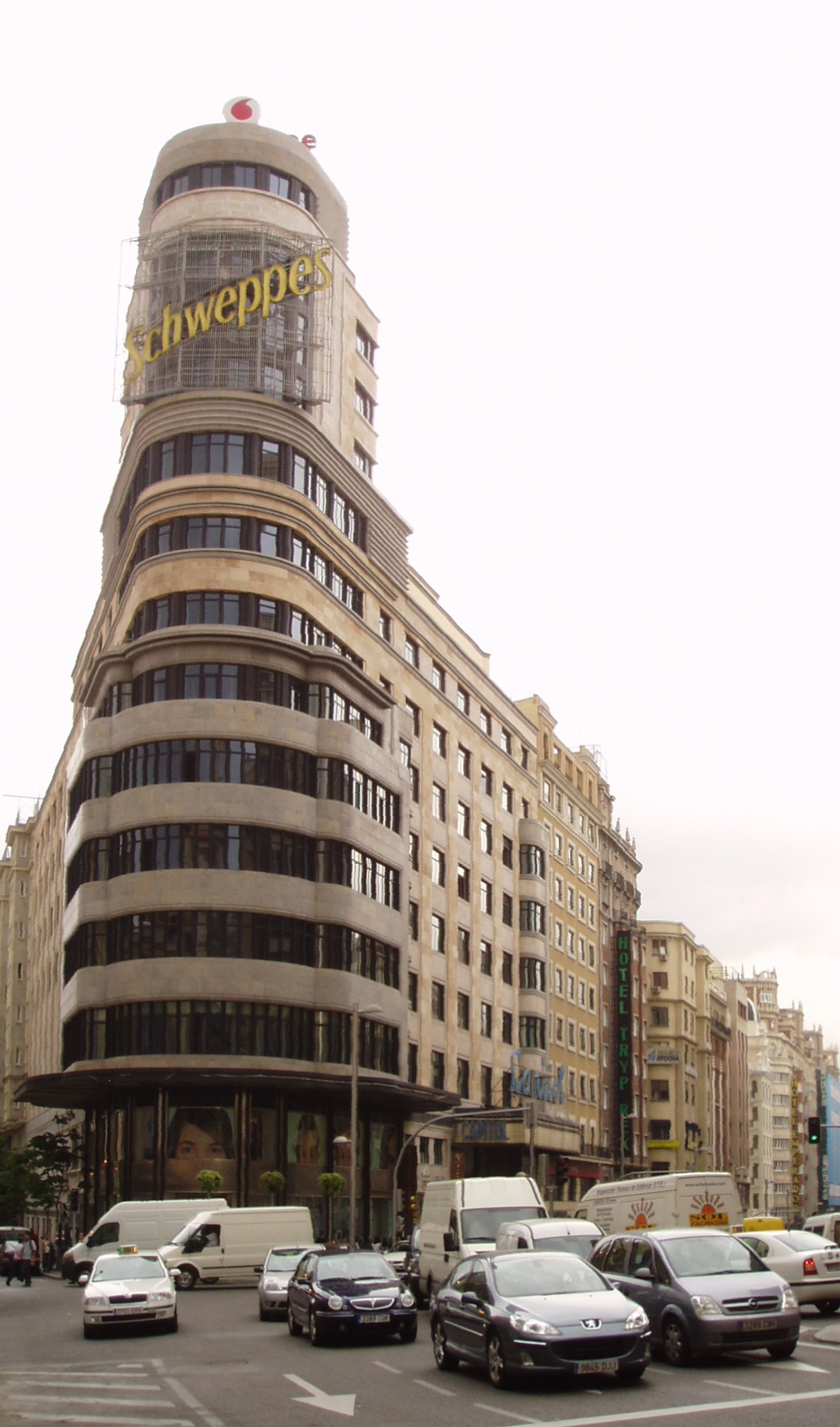
Edificio Carrión, se observa de fondo durante la primera toma

Un vídeo musical para acompañar el lanzamiento de "Solamente tú" fue subido a YouTube el 21 de septiembre de 2010 y rodado en Madrid, España. Tiene una duración total de 4 minutos y 18 segundos, 11 segundos más que la música por la introducción de sonidos relacionados con la ciudad. El vídeo muestra a Pablo Alborán cantando a capela mientras camina con unos audífonos puestos. Con un total de tres tomas, la mayor parte del mismo es la primera. La cámara tiene un enfoque tanto hacia el intérprete como al ambiente que lo rodea. Concretamente, el intérprete sale de la parada de la Estación de Callao del Metro de Madrid, el tramo comprende la Avenida Gran Vía en dirección a la Calle de Alcalá, donde, a lo largo de su recorrido, se observa de fondo el emblemático Edificio Carrión.
El vídeo comienza con el cantante en primer plano junto con la polución sonora que típicamente generan las grandes ciudades; solitario en la parada de la Estación de Callao, se coloca unos audífonos y enciende su iPod, en ese momento, el ruido de la ciudad va disminuyendo hasta cesar completamente conforme la música aumenta de sonido. Se observa a Pablo Alborán en la boca de una estación del metro y lo abandona, donde empieza a cantar con el solo acorde de la guitarra durante unos segundos. Durante toda la canción, sigue su trayecto por la Gran Vía madrileña expresando el contenido de la música percibida por su reproductor de MP3 y cantarlo, como a modo de soliloquio, frente al resto de los elementos. El hecho de utilizar el audífono en su vídeo, significa la conexión estrecha entre la música y la persona. Siempre se ve al cantante como si nadie estuviera alrededor de él, como si estuviera en su mundo, comunicándose en primera persona, generalmente de apariencia apacible.
Después de cantar el coro por segunda vez, Pablo Alborán se detiene y comienza a meditar mientras la cámara lo enfoca dando un giro completo alrededor de él, durante el giro, un acorde de piano emite un ritmo que hace alusión a su estribillo, al término del giro, sigue su recorrido por la ciudad. En la segunda toma, cuando deja de cantar, han cambiado de escenario recorriendo por la Calle de Preciados, se observa a Pablo Alborán con el rostro serio y luego agacha la cabeza como parte del desenlace de la trama del vídeo. Al final del vídeo, la cámara hace un giro aproximado de 180° dirigido y alejándose del cantante parado en frente de la Real Casa de Correos en la plaza Puerta del Sol.

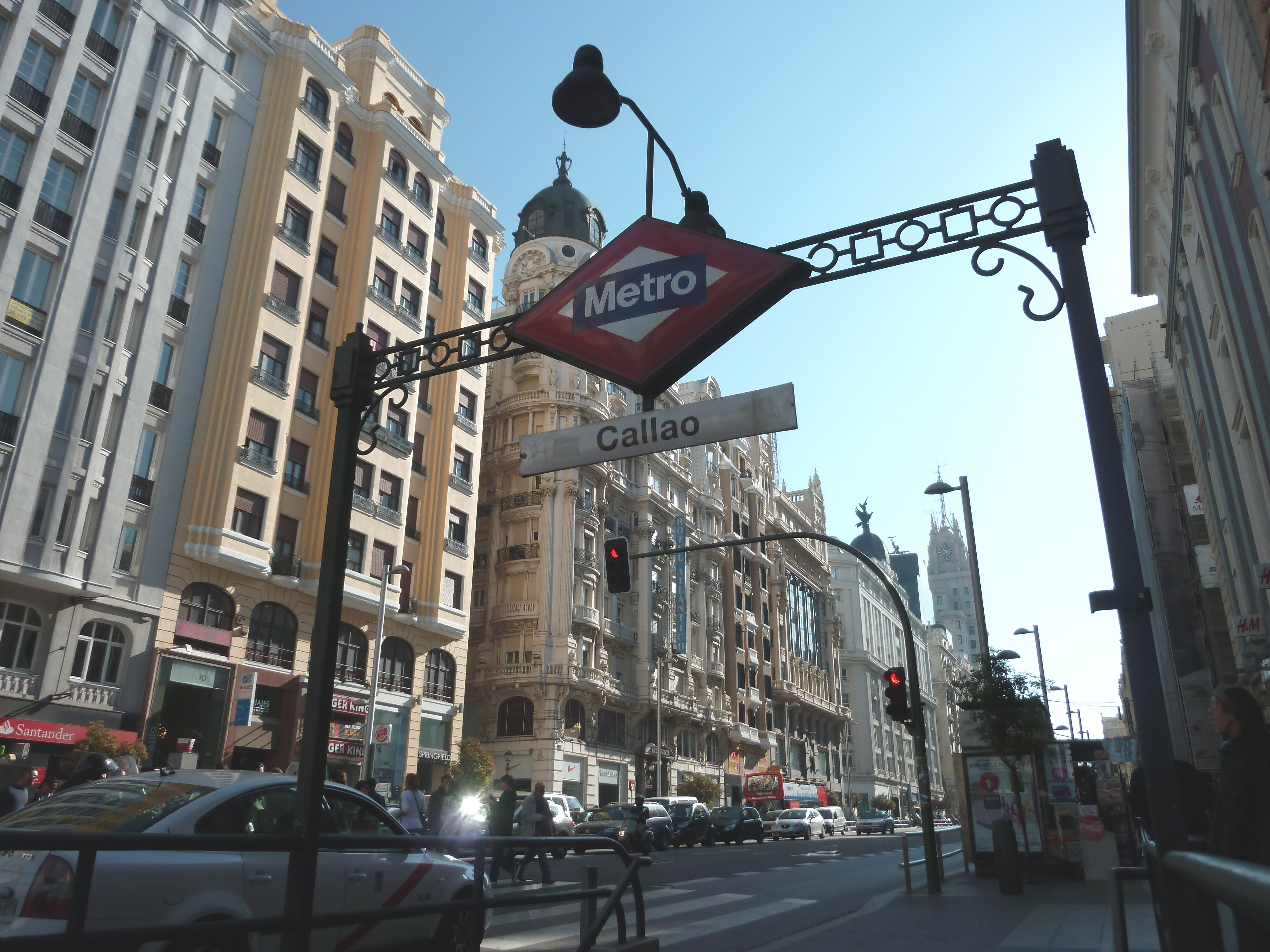
Estación de Callao del metro de Madrid es el lugar donde empezó a rodarse el videoclip "Solamente tú", al fondo se observan edificios históricos del tercer tramo de la céntrica Gran Vía en la ciudad de Madrid, España.

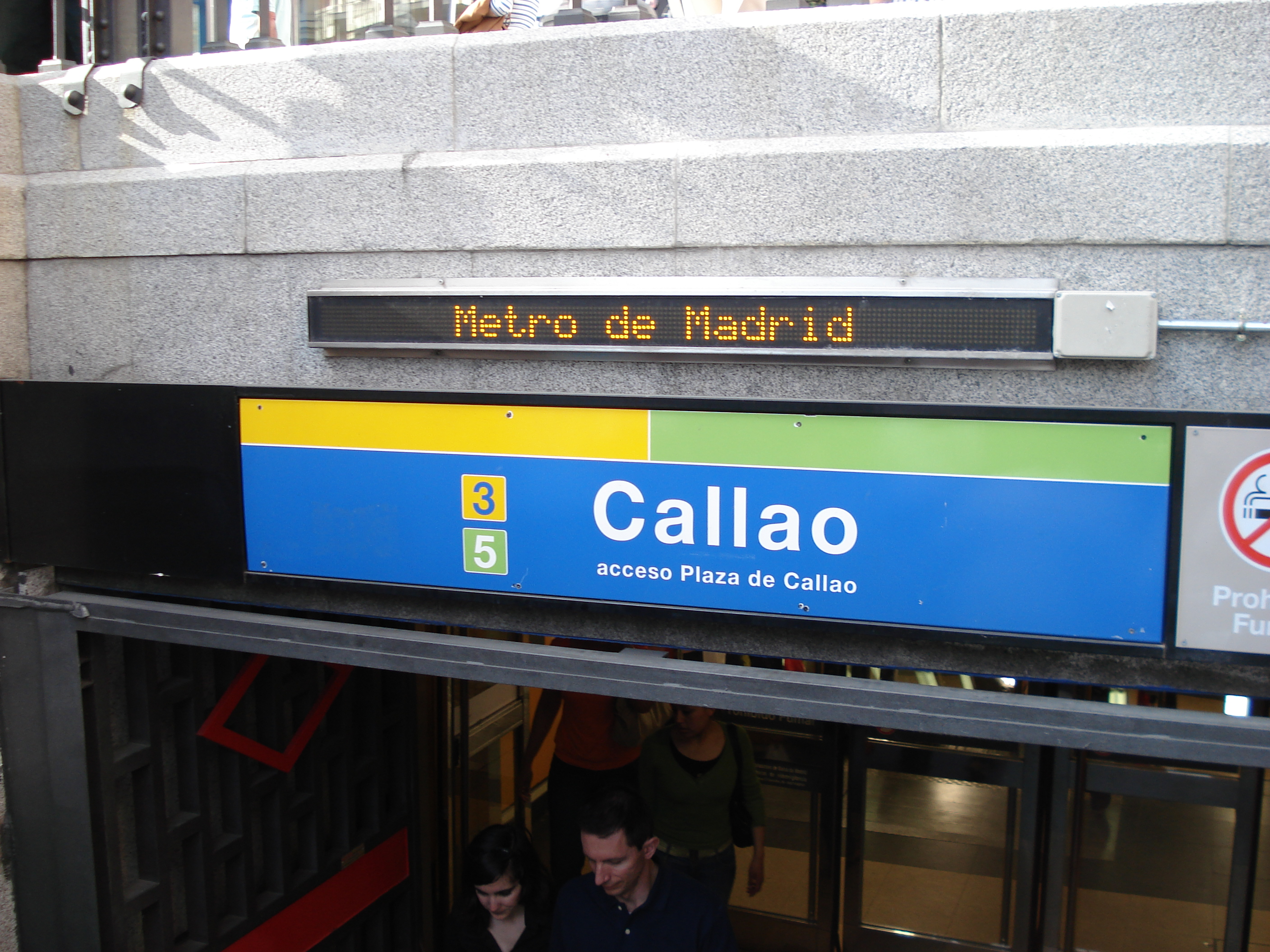
Acceso de la Plaza del Callao con el cartel eléctrico señalando "Metro de Madrid" como se muestra al principio del vídeo.

## Lista de canciones
Descarga Digital/EP
1. «Solamente tú» – 4:07

## Usos en otros medios
- En México la canción fue usada como tema central de los protagonistas de la telenovela La que no podía amar en 2011, convirtiéndose  su carta de presentación en el país, también fue su canción más conocida en México hasta la aparición de Saturno en el año 2018.
- En Argentina la canción fue usada como tema central de los protagonistas de la telenovela El elegido en 2011.

## Posicionamiento en listas y certificaciones

### Listas semanales
| Lista (2011)        | Mejor posición |
| ------------------- | -------------- |
| España (PROMUSICAE) | 1              |

### Listas anuales
| Lista (2012)         | Mejor posición |
| -------------------- | -------------- |
| España (PROMUSICAE)) | 29             |

#### Sucesión en listas
| Anterior: «Born This Way» de Lady Gaga | Lista musical de España — Sencillo Nro 1 26 de febrero de 2011 — 12 de marzo de 2011 | Siguiente: «On the Floor» de Jennifer López con Pitbull |